# Красные браслеты (телесериал, США)
«Кра́сные брасле́ты» (англ. Red Band Society) — американский телесериал в жанре подростковой драмы и комедии, разработанный Маргарет Нэгл. Телесериал транслировался на телеканале Fox с 17 сентября 2014 года по 7 февраля 2015 года и является ремейком одноименного испанского драматического шоу.
26 ноября 2014 года телеканал приостановил производство телесериала на тринадцатом эпизоде. 12 января 2015 года Fox объявил о закрытии сериала, а старт показа оставшихся трёх эпизодов был назначен на 31 января 2015 года. Двухчасовой финал сериала вышел в эфир 7 февраля 2015 года.

## Сюжет
Действие в сериале сфокусировано на группе подростков из шести человек, которые постоянно живут в педиатрическом отделении больницы.

## Актёры и персонажи

### Основной состав
| Актёр              | Роль                    |
| ------------------ | ----------------------- |
| Октавия Спенсер    | сестра Дина Джексон     |
| Дэйв Эннэбл        | доктор Адам МакЭндрю    |
| Сиэра Браво        | Эмма Чота               |
| Гриффин Глюк       | Чарльз Хатчисон (Чарли) |
| Зои Левин          | Кара Содерс             |
| Ребекка Риттенхаус | Бриттани Доблер         |
| Чарли Роу          | Лео Рот                 |
| Нолан Сотильо      | Джорди Паласиос         |
| Астро              | Дэш Хосни               |

### Второстепенный состав
| Актёр                   | Роль               |
| ----------------------- | ------------------ |
| Уилсон Крус             | Кенджи Гомес-Рехон |
| Дарен Кагасофф          | Хантер Коул        |
| Томас Иэн Николас       | Ник Хатчисон       |
| Сьюзан Парк             | Мэнди Хатчисон     |
| Эдриан Лестер           | доктор Надэй       |
| Гриффин Данн            | Рубен Гарсия       |
| Каталина Сандино Морено | Ева Паласиос       |
| Андреа Паркер           | Сара Содерс        |
| Триша О’Келли           | Даниелла           |
| Мэнди Мур               | доктор Эрин Грейс  |
| Белла Торн              | Дэланей Шоу        |

## Эпизоды
| №  | Название | Режиссёр                 | Автор сценария                                                       | Дата премьеры    | Зрители в США (млн) |
| -- | --- | ------------------------ | -------------------------------------------------------------------- | ---------------- | ------------------- |
| 1  | «Pilot» «Пилот»                                                                                               | Альфонсо Гомес-Рехон     | Маргарет Нэгл                                                        | 17 сентября 2014 | 4,10                |
| 2  | «Sole Searching» «Поиск души»                                                                                 | Джейсон Энслер           | Маргарет Нэгл                                                        | 24 сентября 2014 | 3,43                |
| 3  | «Liar, Liar Pants on Fire» «Лжец, на лжеце штаны горят»                                                       | Триша Брок               | История: Дэвид Забел Телесценарий: Элисон МакДональд и Роберт Саддат | 1 октября 2014   | 3,53                |
| 4  | «There's No Place Like Homecoming» «Лучше встречи выпускников места нет»                                      | Элизабет Аллен Розенбаум | Билл Кребс и Натали Крински                                          | 8 октября 2014   | 2,92                |
| 5  | «So Tell Me What You Want What You Really Really Want» «Скажи мне что ты хочешь, что ты действительно хочешь» | Дэн Лернер               | Анна Фрик                                                            | 15 октября 2014  | 3,17                |
| 6  | «Ergo Ego» «Раздутое эго»                                                                                     | Джейсон Энслер           | Джаннин Реншоу                                                       | 5 ноября 2014    | 2,88                |
| 7  | «Know Thyself» «Познай себя»                                                                                  | Гриффин Данн             | Рейчел Шакерт                                                        | 12 ноября 2014   | 2,83                |
| 8  | «Get Outta My Dreams, Get Into My Car» «Убирайся из моих мыслей и залезай ко мне в машину»                    | Марк Пизнарски           | Билл Кребс                                                           | 19 ноября 2014   | 2,90                |
| 9  | «How Did We Get Here?» «Как мы сюда попали?»                                                                  | Триша Брок               | Джина Фаттори                                                        | 26 ноября 2014   | 2,46                |
| 10 | «What I Did For Love» «Что я сделал ради любви»                                                               | Тодд Холланд             | Рина Минон                                                           | 3 декабря 2014   | 3,03                |
| 11 | «The Guilted Age» «Во всём виноват возраст»                                                                   | Дэн Лернер               | Роберт Саддат                                                        | 31 января 2015   | 1,79                |
| 12 | «We'll Always Have Paris» «У нас всегда будет Париж»                                                          | Роберт Данкан МакНил     | История: Элисон МакДональд Телесценарий: Джина Фаттори и Анна Фрик   | 7 февраля 2015   | 1,74                |
| 13 | «Waiting for Superman» «Ожидание Супермена»                                                                   | Джейсон Энслер           | Джанин Реншоу                                                        | 7 февраля 2015   | 1,88                |